# Shams Pahlavi
Khadijeh Shams Pahlavi (in persiano شمس پهلوی‎; Teheran, 28 ottobre 1917 – Santa Barbara, 29 febbraio 1996) è stata una principessa iraniana della dinastia Pahlavi, sorella maggiore dello Shah Mohammed Reza.

## Biografia
Khadijeh Shams Pahlavi nacque il 28 ottobre 1917 a Teheran, in Iran. Era la primogenita di Reza Pahlavi dalla sua seconda moglie Tadj ol-Molouk, nonché la seconda figlia di suo padre. Oltre a numerosi fratellastri paterni, aveva due fratelli e una sorella minore, i gemelli Mohammed e Ashraf e Ali. Nel 1932, la dinastia Qajar venne deposta e suo padre venne proclamato nuovo Shah di Persia, con sua madre come regina consorte, il che fece di lei una principessa imperiale.
Nello stesso anno, presiedette come presidentessa il Secondo Congresso delle donne dell'Est. L'8 gennaio 1936 presiedette alla cerimonia di consegna dei diplomi alla scuola per insegnanti femminili di Teheran insieme alla madre e alla sorella: erano tutte e tre senza velo, come sostegno al programma di Kashf-e hijab di Reza, che mirava a una maggiore inclusione sociale femminile su modello occidentale.
Nel 1937, suo padre la obbligò a sposare Fereydoun Djam, figlio dell'allora primo ministro Mahmoud Djam. Insieme a suo marito, Shams accompagnò il padre quando venne deposto a favore di suo figlio ed esiliato, nel 1941. Nel 1948, pubblicò a puntate sull'Ettela'at le sue memorie di viaggio. Il matrimonio con Djam, infelice e senza figli, fu sciolto subito dopo la morte di Reza nel 1944, e l'anno seguente la principessa si risposò con Mehrdad Pahlbod, da cui ebbe due figli, Shahbaz e Shahyar, e una figlia, Shahrazad.
Essendosi sposata senza il permesso di suo fratello Mohammed, nuovo Shah, fu privata del suo titolo e rango ed esiliata, vivendo quindi in America fino al 1947, quando Shams ottenne il perdono e la coppia poté tornare a Teheran, solo per fuggirne poco dopo durante la crisi di Abadan. In questo periodo, lei, suo marito e i loro tre figli si convertirono tutti dall'islam sciita al cattolicesimo, dopo essere stati convinti da Ernest Perron, amico intimo dei Pahlavi.
Dopo il ritorno in Iran nel 1953 a seguito della restaurazione dei Pahlavi scelse di mantenere un basso profilo pubblico, a differenza di sua sorella Ashraf, politicamente attiva, limitandosi alla gestione dell'eredità paterna e alla commissione del Palazzo delle Perle a Karaj e della Villa Mehrafarin a Chalous (Mazandaran). Fu presidentessa della Società del Leone Rosso e del Sole, affiliata alla Croce rossa.
Dopo la rivoluzione islamica del 1979, che pose definitiva fine alla millenaria monarchia in Iran ed esiliò nuovamente i Pahlavi, Shams visse i suoi ultimi anni a Santa Barbara, in California, dove morì il 29 febbraio 1996 per un cancro. Venne sepolta nel cimitero locale.

## Onorificenze
- 1957 - Ordine delle Pleiadi, 2ª classe
- 1967 - Ordine di Aryamehr, 2ª classe